# 기타산도역
기타산도역(일본어: 北参道駅, きたさんどうえき)은 일본 도쿄도 시부야구에 있는 철도역이다. 역 번호는 F14이다.

## 타는 곳
| 1 | ○ 후쿠토신 선 | 시부야 방면                                                              |
| 2 | ○ 후쿠토신 선 | 신주쿠 3초메・이케부쿠로・고타케무카이하라・와코 시・신린코엔・한노 방면 |

## 역세권 정보

### 1번 출구
- 시부야구청
- 일본공산당 본부
- 신사본청
- 메이지 신궁(기타산도 입구)
- 도요 대학 부속 도쿄 병원
- 신주쿠 어원
- 기타산도 교차점
- 신니혼출판사 본사

### 2번 출구
- 도쿄 체육관
- 국립경기장
- 센다가야역
- 오만 대사관
- 국립경기장역

## 역사
- 2008년 6월 14일: 영업 개시.

## 사진

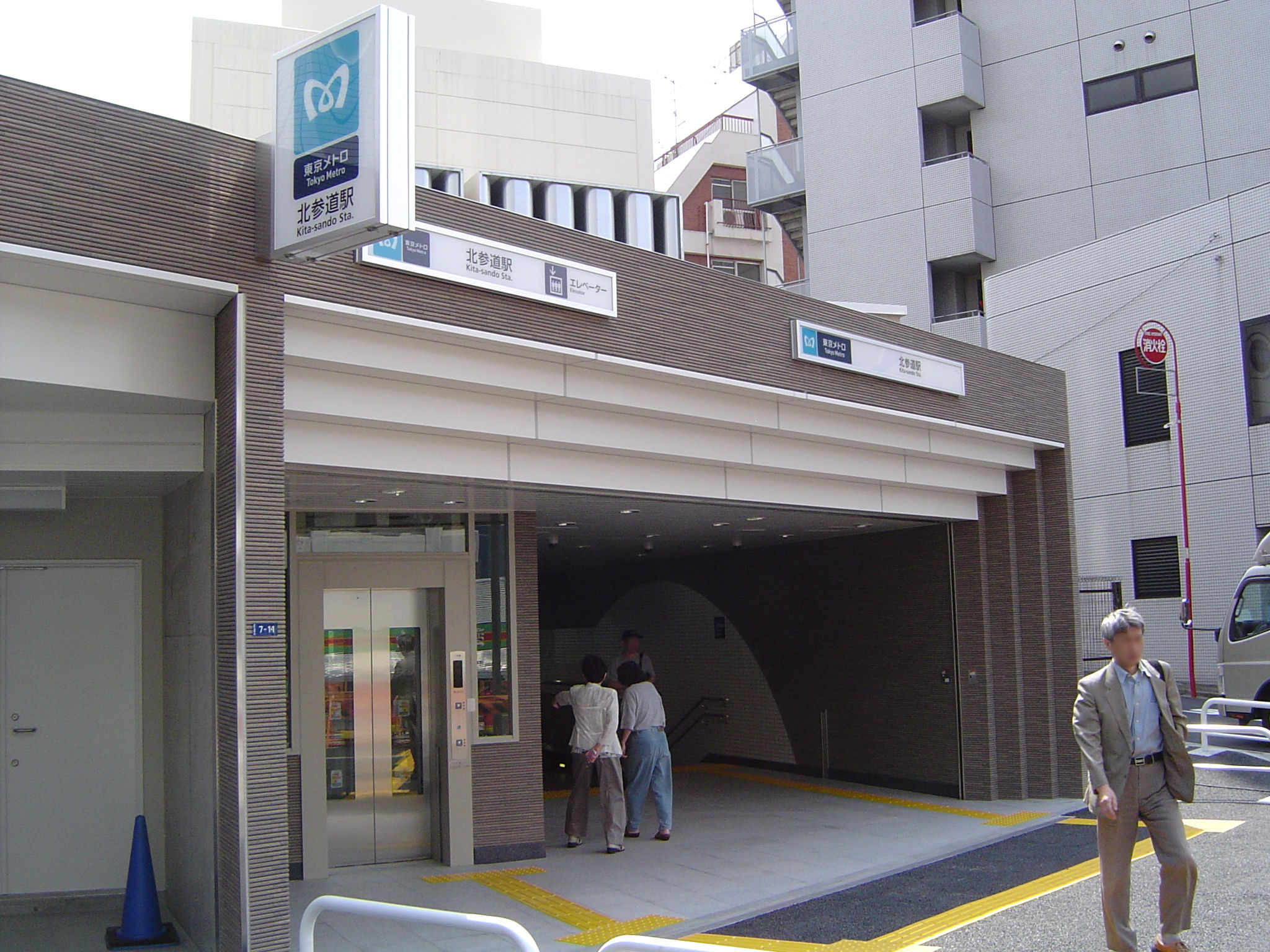
1번 출입구
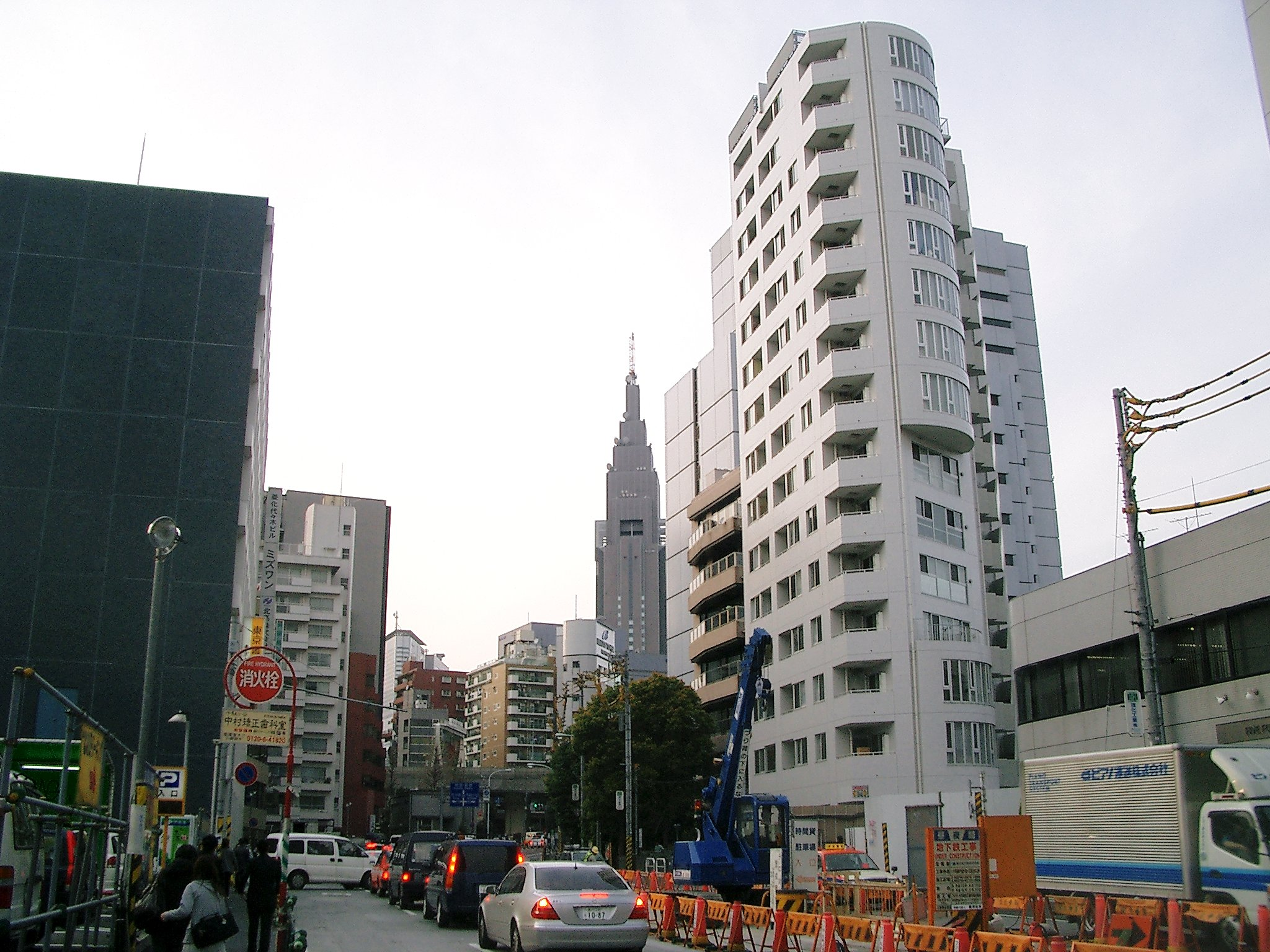
건설중 모습(2006년 4월 6일)

## 인접역
| 도쿄 메트로 13호선           | 도쿄 메트로 13호선 | 도쿄 메트로 13호선              |
| ---------------------------- | ------------------ | ------------------------------- |
| F13 신주쿠 3초메 와코시 방면 | 후쿠토신 선        | F15 메이지 진구마에 시부야 방면 |